# Бэппу, Такуми
Такуми Бэппу (яп. 別府匠; род. 19 сентября 1979 в Тигасаки, Япония) — бывший японский профессиональный шоссейный велогонщик. С 2012 года руководит японской континентальной командой «Aisan Racing Team», за которую провел пять лет карьеры. Приходится старшим братом Фумиюки Бэппу.

## Достижения
2004
1-й Этап 2 Тур Японии
2005
6-й Тур Южно-Китайского моря
6-й Тур Окинавы
8-й Тур Японии
2006
4-й Тур Гонконга
5-й Тур Окинавы
10-й Тур Японии
2007
5-й Тур Восточной Явы
2009
7-й Тур Восточной Явы
2010
2-й Джелаях Малайзия
9-й Шоссейная гонка Кумамото